# O Negócio
O Negócio est une telenovela brésilienne diffusée en 2013-2018 sur HBO Brasil (pt).

## Fiche technique
- Titre original : O Negócio
- Titre international : The Business

## Acteurs et personnages
- Rafaela Mandelli : Joana Segall / Karin
- Juliana Schalch : Maria Clara de Andrade / Luna
- Michelle Batista : Magali Becker
- Guilherme Weber (pt) : Ariel
- Gabriel Godoy (pt) : Oscar
- Eduardo Semerjian (pt) : César
- Johnnas Oliva : Yuri
- João Gabriel Vasconcellos (pt) : Augusto
- Kauê Telloli : Tomás Zanini
- Aline Jones : Mia
- João Côrtes (pt) : Eric
- Gabriella Vergani : Leticia, la stagiaire

### Sources
- (pt) Cet article est partiellement ou en totalité issu de l’article de Wikipédia en portugais intitulé « O Negócio » (voir la liste des auteurs).